# Harrison Birtwistle
Harrison Birtwistle CH (ur. 15 lipca 1934 w Accrington, zm. 18 kwietnia 2022 w Mere) – brytyjski kompozytor i pedagog.

## Życiorys
Birtwistle urodził się 15 lipca 1934 w miasteczku Accrington w hrabstwie Lancashire. Studiował kolejno w Królewskim Konserwatorium Muzycznym w Manchesterze i w londyńskiej Akademii Muzycznej. W latach 1966–1967 studiował na Uniwersytecie Princeton.
Po ukończeniu edukacji współtworzył teatr instrumentalny. W tym samym roku razem z Peterem Maxwellem Daviesem założył grupę The Pierrot Players. Był jej kierownikiem do 1970. W 1975 Birtwistle został dyrektorem artystycznym świeżo powołanego Royal National Theatre w Londynie. Był nim do 1983.
Od 1994 do 2001 wykładał kompozycję w Konserwatorium Królewskim w Londynie.
W 1988 zostało mu nadane szlachectwo. Odznaczony kawalerią francuskiego Orderu Sztuki i Literatury (1986) oraz Orderem Towarzyszy Honoru (2001).